# Gipfeltreffen in Wien
Das Gipfeltreffen in Wien fand am 3. und 4. Juni 1961 zwischen Nikita Chruschtschow, Regierungschef der Sowjetunion und Parteichef der KPdSU, und John F. Kennedy, Präsident der Vereinigten Staaten, statt. Das in Wien im neutralen Österreich abgehaltene Treffen sollte dazu dienen, aktuelle Spannungen zwischen den beiden einander im Kalten Krieg gegenüberstehenden Supermächten zu verringern. Es hatte unmittelbar kein vertragliches Ergebnis, hatte aber vertrauensbildende Wirkung.

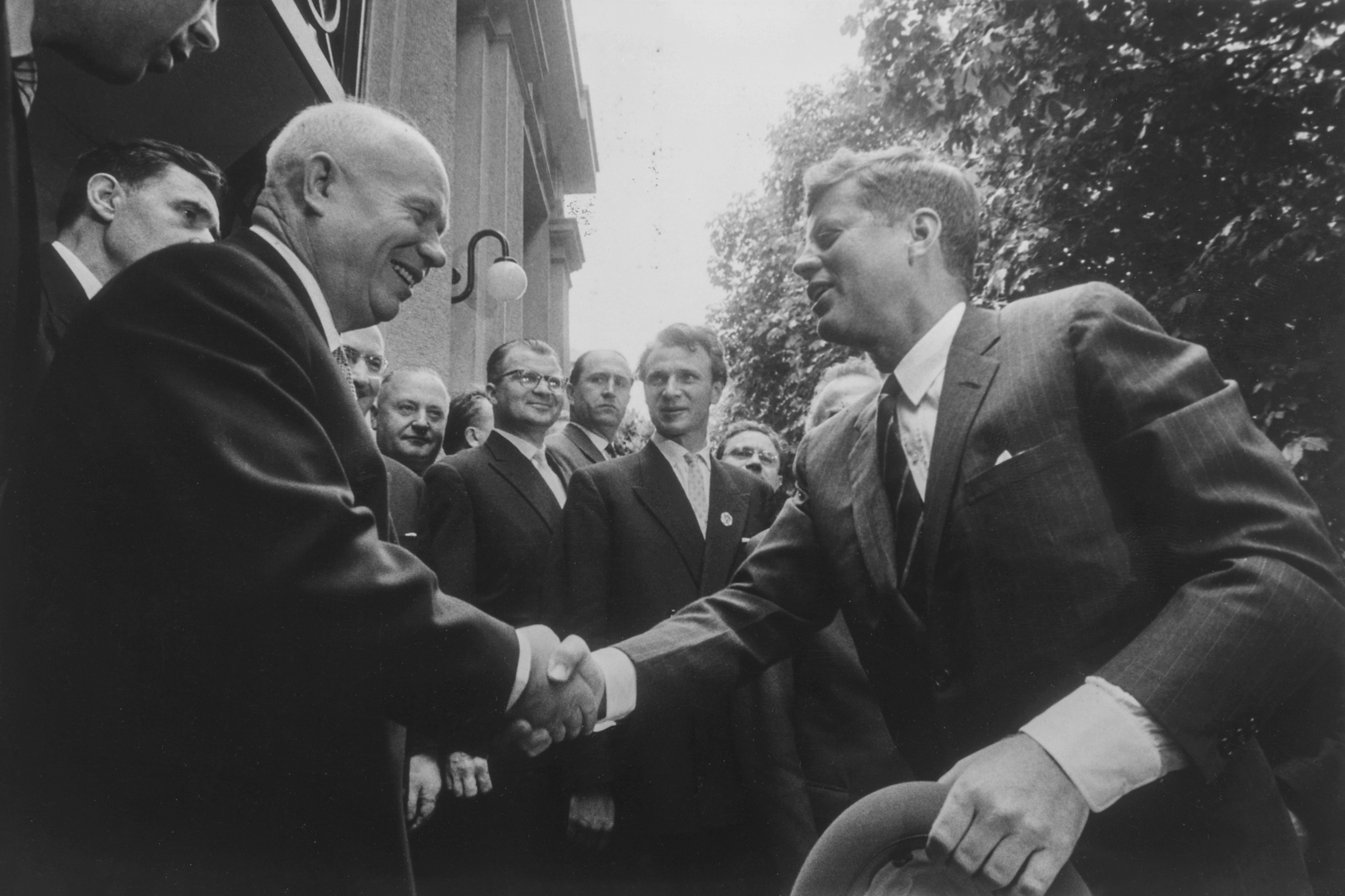
Chruschtschow (links) und Kennedy am 3. Juni 1961

## Konfrontation der Weltmächte
Die USA und die Sowjetunion befanden sich seit etwa 1947 im Kalten Krieg. Seit dem Tod Stalins 1953 gab es allerdings Ansätze zur Entspannung.
Auf Kuba war am 1. Januar 1959 der Diktator Fulgencio Batista geflohen, Revolutionsführer Fidel Castro wurde Ministerpräsident Kubas. Das Angebot der Revolutionäre, mit den Vereinigten Staaten zusammenzuarbeiten, wurde von US-Präsident Eisenhower zurückgewiesen. Trotz US-amerikanischer Beteiligung an der Invasion in der Schweinebucht schlug im April 1961 der Versuch fehl, die kubanische Revolution rückgängig zu machen.
Die Sowjetunion hatte die Situation beobachtet und 1960 diplomatische Beziehungen zu Castro aufgenommen. Die Vereinigten Staaten hatten im NATO-Mitgliedsland Türkei nukleare Mittelstreckenraketen und Kampfflugzeuge stationiert. Moskau sah nun die Chance, den Vereinigten Staaten auf Kuba ähnlich nahe zu rücken. (In der Kubakrise vom Herbst 1962 sollte diese Konfrontation, die den dritten Weltkrieg hätte auslösen können, ihren Höhepunkt erreichen.)
Kennedy hatte die Präsidentschaftswahl 1960 gewonnen und war am 20. Januar 1961 US-Präsident geworden. Chruschtschow hatte ihn vor dem Gipfeltreffen noch nicht persönlich erlebt.

## Ort des Treffens

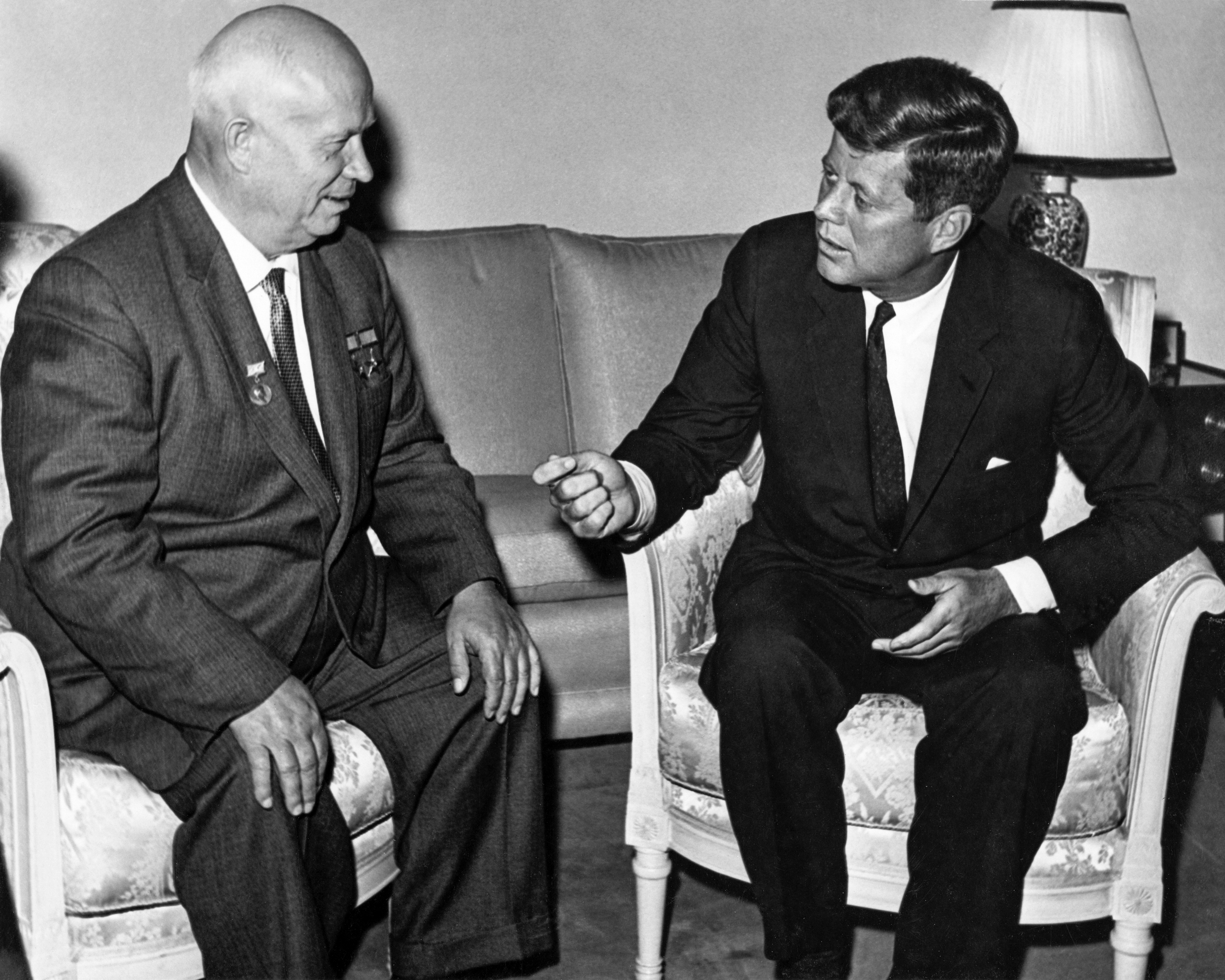
Chruschtschow (links) und Kennedy am 3. Juni 1961

Die Idee, das Zusammentreffen der beiden Staatsmänner in Wien zu veranstalten, soll der damalige österreichische Außenminister Bruno Kreisky US-Präsident Kennedy übermittelt haben. Chruschtschow nahm Kennedys Vorschlag an, sich weder in einem Land des Westens noch im Ostblock zu treffen.

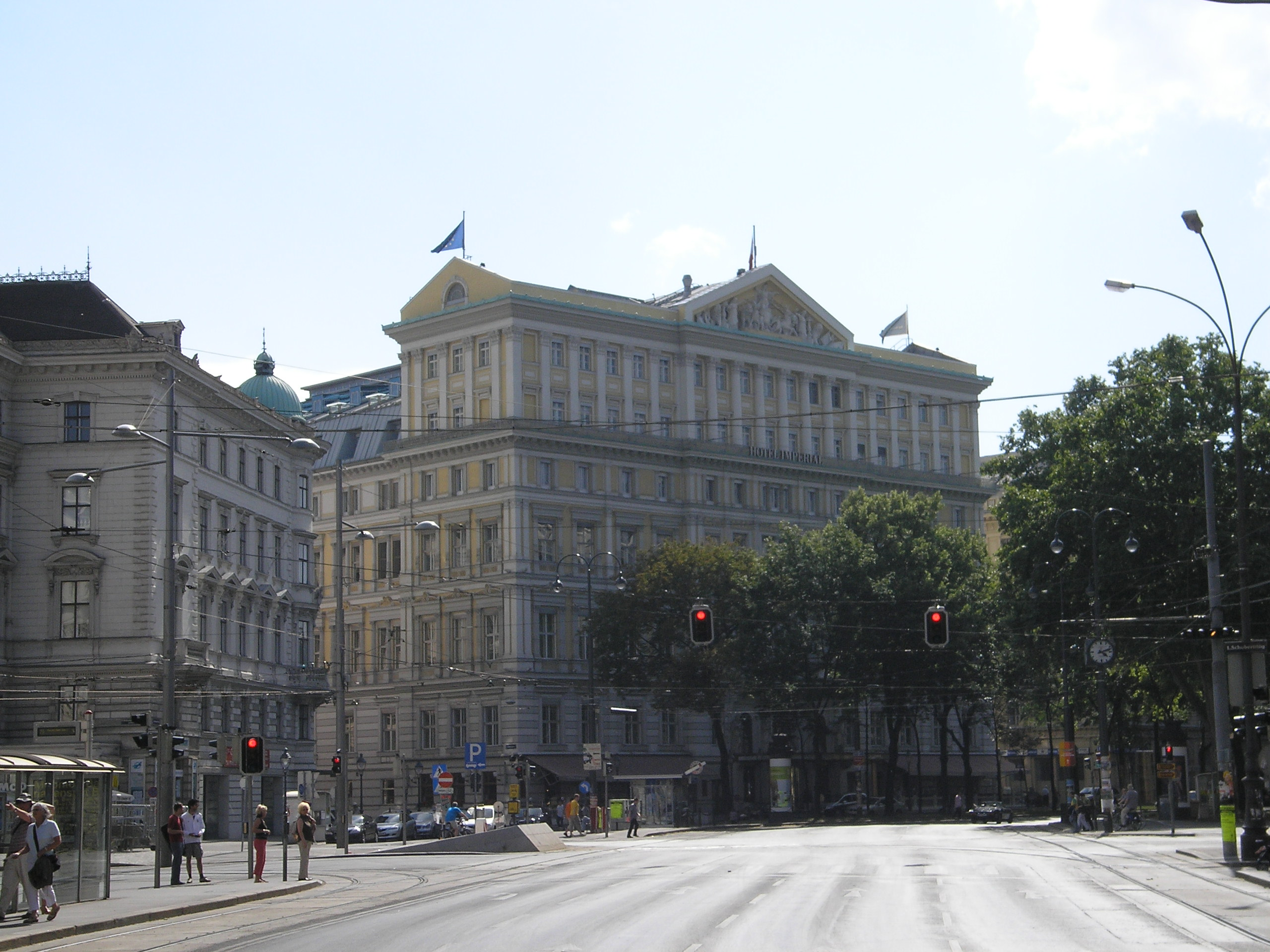
Das Hotel Imperial an der Wiener Ringstraße

Kennedy reiste mit seiner Präsidentenmaschine am Samstag, dem 3. Juni 1961, aus Paris an, wo er Charles de Gaulle getroffen hatte, und landete auf dem Flughafen Wien. Er war in Begleitung seiner Gattin Jackie Kennedy und wurde von Bundespräsident Adolf Schärf begrüßt.
Chruschtschow war mit seiner Gattin Nina Chruschtschowa und seiner Delegation per Bahn nach Zwischenstopps in Kiew und Bratislava bereits am Freitag, 2. Juni, auf dem Wiener Südbahnhof eingetroffen und ebenfalls vom Bundespräsidenten begrüßt worden.
Schärf gab für die Gäste am Samstagabend ein großes Dinner in Schloss Schönbrunn. Während des Gipfeltreffens wohnten beide Staatsmänner im Hotel Imperial an der Ringstraße.
Rund 1.500 Medienvertreter aus aller Welt beobachteten das Treffen an Ort und Stelle.
Kennedy und seine Begleitung flogen am Sonntagabend, 4. Juni, von Wien nach London ab, wo der US-Präsident mit dem britischen Premierminister Harold Macmillan konferieren wollte. Chruschtschow und seine Begleitung flogen am Montagmorgen, 5. Juni, nach einer Übernachtung in der Residenz des sowjetischen Botschafters in Purkersdorf nach Moskau zurück.

## Gespräche
Die Gespräche selbst, an denen für die Sowjetunion auch Andrej Gromyko, Stanislav Menschikow, Anatoli Dobrynin und der Übersetzer Viktor Suchodren und für die Vereinigten Staaten Dean Rusk, Charles E. Bohlen, Foy D. Kohler (Staatssekretär für europäische Angelegenheiten im US-Außenministerium), Botschafter Llewellyn E. Thompson und der Übersetzer Alexander Akalovsky teilnahmen, fanden am Samstag, dem 3. Juni, in der Residenz des US-Botschafters im 13. Bezirk und am Sonntag, dem 4. Juni, in der sowjetischen Botschaft im 3. Bezirk statt. Am Samstag gab es auch Vieraugengespräche zwischen Kennedy und Chruschtschow, am Sonntag wurde stets im Team kommuniziert. Für die Medienarbeit waren Pierre Salinger und Charlamow zuständig, die Beobachtern zufolge diesmal ausnehmend freundlich miteinander umgingen.
Chruschtschow und Kennedy befassten sich u. a. mit der Einstellung der Kernwaffentests und den Brennpunkten des Ost-West-Konfliktes: West-Berlin und Laos.
In einem gemeinsamen Kommunique vom 4. Juni, Abend, wurde von „nützlichen Besprechungen“ geschrieben und davon, dass die beiden Politiker vereinbart hätten, „in allen Fragen, die für beide Länder und für die ganze Welt von Interesse sind, Kontakt zu halten“. Jedenfalls würden die Außenminister Rusk und Gromyko in nächster Zeit mehrmals zusammentreffen.
Die Ost-West-Konfrontation ging nach dem Gipfeltreffen in Wien auch abseits des Wettrüstens bei den strategischen Nuklearwaffen weiter: Am 13. August 1961 begann der Bau der Berliner Mauer.

## Kreiskys Einschätzung
Bruno Kreisky schrieb über das Treffen 1988 in seinen Memoiren:
„Die Begegnung Chruschtschows mit Kennedy in Wien am 3./4. Juni 1961 schien vielen Leuten eine sinnlose Konferenz gewesen zu sein. Wenn man sie in ihrem großen Zusammenhang sieht, so hat Kennedy Chruschtschow damals zu verstehen gegeben, dass er in diesem gefährlichen Spiel, bis an den Rand des Abgrunds zu gehen, durchaus mithalten werde. So erreichte er auch ein Jahr später, während der Raketenkrise um Kuba, dass die Russen einige ihrer Raketenstellungen, die eine allzu große Provokation für Amerika darstellten, liquidiert haben. Niemals zuvor war die Welt so nahe am Ausbruch eines neuen Krieges gewesen. Und man soll sich nicht täuschen: Dieser Krieg wäre in Europa ausgebrochen und auch in Europa ausgetragen worden, etwa um Berlin herum, denn wenn die Amerikaner in Kuba etwas unternommen hätten, wäre es sicher sofort zu Vergeltungsaktionen in Europa gekommen. Die scheinbar sinnlose Begegnung in Wien hatte beide davon überzeugt, dass der jeweils andere bis zum Äußersten entschlossen war, und diese Erkenntnis hat dazu geführt, dass letztlich das Ärgste verhindert wurde.“

## Lokale Bezüge
Kreisky erinnerte sich 1988:
„Am Abend der Begegnung mit Kennedy in Wien lud uns Chruschtschow zum Dank zu einem großen Abschiedsdinner in das Hotel Imperial ein; die Amerikaner sahen sich zu einer solchen Geste nicht veranlasst.“
Das Dinner fand am Sonntagabend, 4. Juni 1961, statt; zu diesem Zeitpunkt war Kennedy bereits abgereist, nachdem er Wien als Treffpunkt sehr gelobt hatte.
Die Wiener und ihre Medien interessierten sich dafür, dass John F. Kennedy und seine Gattin die von Erzbischof Kardinal Franz König zelebrierte Sonntagsmesse im Stephansdom und die Wiener Sängerknaben besuchte, während Chruschtschow an einer Gedenktafel für österreichische Freiheitskämpfer und am Heldendenkmal der Roten Armee Kränze niederlegte.